# MOS Technology
MOS Technology, Inc. – amerykańska firma produkująca półprzewodniki, znana także pod nazwą CSG (Commodore Semiconductor Group), działająca w latach 1969–2001.
MOS Technology była znana z produkcji mikroprocesorów i kalkulatorów. Najbardziej znanym produktem tej firmy był mikroprocesor 6502.

## Lista produktów

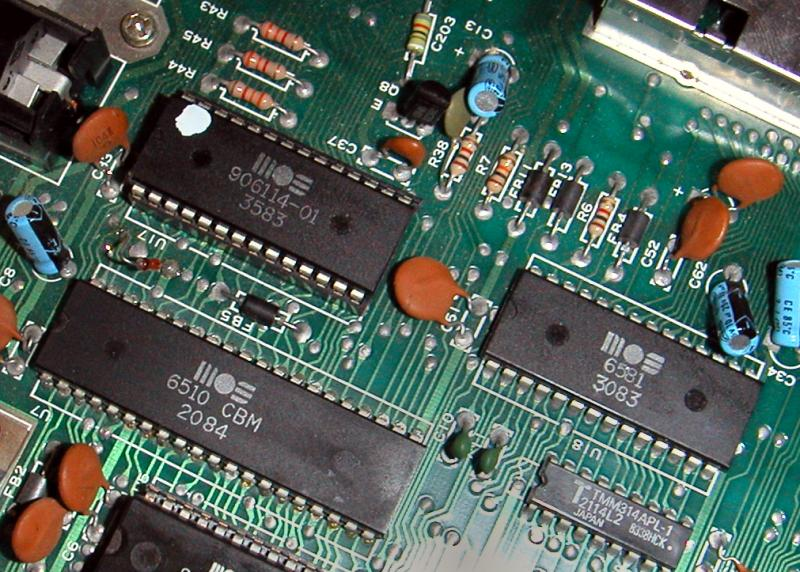
Zdjęcie wnętrza komputera Commodore 64 pokazujące układy scalone firmy MOS Technology: 6510 (CPU) oraz 6581 (SID).

- KIM-1
- MOS Technology 4510
- MOS Technology 6501
- MOS Technology 6502
- MOS Technology 6507
- MOS Technology 6508
- MOS Technology 6509
- MOS Technology 6510
- MOS Technology 6520
- MOS Technology 6522
- MOS Technology TPI
- MOS Technology CIA
- MOS Technology SPI
- MOS Technology RRIOT
- MOS Technology 6532
- MOS Technology 6545
- MOS Technology 6551
- MOS Technology VIC
- MOS Technology VIC-II
- MOS Technology SID
- MOS Technology TED
- MOS Technology 8500
- MOS Technology 8501
- MOS Technology 8502
- MOS Technology 8551
- MOS Technology 8563
- MOS Technology 8568
- MOS Technology 8722
- MOS Technology 8726
- MOS Technology AGNUS
- MOS Technology 8362
- MOS Technology 8373
- MOS Technology 8364
- MOS Technology 5719